# Jean-Charles Moïse
Jean-Charles Moïse (Milot, 20 de abril de 1967) es un político haitiano. Es el líder del partido político Platfòm Pitit Desalin y fue candidato a la presidencia de Haití en 2015 y nuevamente en 2016, cuando se volvieron a hacer las elecciones presidenciales. Cumplió tres mandatos consecutivos como alcalde de Milot, en el norte de Haití, y un mandato como senador por el Departamento Norte desde 2009 hasta 2015. Renunció al Senado cuando le quedaban dos años de mandato en protesta por habérsele ofrecido supuestamente un soborno para detener su oposición al entonces presidente Michel Martelly. Antes de fundar el partido Pitit Desalin, Moïse fue miembro del partido INITE hasta 2014.

## Biografía
Jean-Charles completó sus estudios en la Escuela Nacional de Milot y en el Liceo Philippe Guerrier de Cabo Haitiano. Estudió Ciencias Contables en la Universidad Adventista Diquini. Fue alcalde de Milot y más tarde senador. Fue elegido para el Senado de Haití en 2009. En 2015, renunció como senador para postularse como candidato para las elecciones presidenciales de ese año. Recibió el 14,22% de los votos populares, ocupando el tercer lugar, detrás de Jovenel Moïse (PHTK) y Jude Célestin (LAPEH).
En el plano político, Jean-Charles se define a sí mismo como un "socialista restaurador". Ha citado a Jean-Jacques Dessalines y a Fidel Castro como sus influencias filosóficas e ideológicas primarias y secundarias, respectivamente. Su programa político se basa en tres principios fundamentales: soberanía, solidaridad y prosperidad.
Durante la ola de protestas del otoño de 2022 que pedía la dimisión de Ariel Henry y criticaba la petición de Henry de una invasión militar extranjera para mantenerse en el poder, Jean-Charles pidió a sus seguidores que se armaran con "machetes para liderar la revolución".
En marzo de 2024, Jean-Charles propuso la creación de un Consejo Presidencial tras el apoyo de otros partidos, a raíz de la crisis de las pandillas en Haití.

## Deportación de los Estados Unidos
En enero de 2022, Jean-Charles fue detenido en Estados Unidos cuando regresaba a Haití de una visita a Nigeria y pasó la noche recluido. Luego fue deportado, se le canceló su visa estadounidense y se le prohibió volver a ingresar a los Estados Unidos durante otros 5 años. La deportación se debió presuntamente a la relación de Jean-Charles con el presidente venezolano Nicolás Maduro y a una reunión que tuvo con Diosdado Cabello, un "reputado jefe de un cartel de la droga venezolano", así como con otros "miembros clave del régimen venezolano".